# La Setmana
La Setmana és un setmanari d'informació general redactat íntegrament en occità (grafia clàssica) de dotze pàgines creat el 1995 per Dàvid Grosclaude. És publicat per la societat Vistedit a Lescar i hi col·laboren molts escriptors occitans. Gràcies als seus articles publicats a La Setmana, el 2006 Grosclaude, qui és vinculat també al Partit Occità, va guanyar el Premi Pirene de periodisme interpirinenc. Per manca de subscriptors després de vint anys, la continuïtat del setmanari és amenaçada.